# Campeonato Juvenil Africano de 1991
El Campeonato Juvenil Africano de 1991 se jugó por primera vez en un solo país y contó con la participación de 6 equipos que saldrían por primera ocasión de una ronda eliminatoria.
El anfitrión Egipto venció en la final a Costa de Marfil para ganar el título por segunda ocasión en la final jugada en El Cairo.

## Eliminatoria

### Primera ronda
| Equipo 1                 | Agr.   | Equipo 2        | Ida | Vuelta |
| ------------------------ | ------ | --------------- | --- | ------ |
| Burkina Faso             | w.o.   | Argelia         | -   | -      |
| Liberia                  | w.o.   | Ghana           | -   | -      |
| Malí                     | w.o.   | Congo           | -   | -      |
| Mauritania               | 1–3    | Marruecos       | 1–2 | 0–1    |
| Níger                    | 1–2    | Túnez           | 1–1 | 0–1    |
| Sierra Leona             | 1–0    | Senegal         | 1–0 | 0–0    |
| Benín                    | 1–2    | Costa de Marfil | 0–2 | 1–0    |
| Guinea                   | dq     | Gambia          | 2–0 | 3–0    |
| Lesoto                   | 0–1    | Zambia          | 0–0 | 0–1    |
| República Centroafricana | 1-1    | Gabón           | 1–1 | w.o.   |
| Etiopía                  | (a)4–4 | Uganda          | 2–1 | 2–3    |

### Segunda ronda
| Equipo 1     | Agr.   | Equipo 2        | Ida | Vuelta |
| ------------ | ------ | --------------- | --- | ------ |
| Marruecos    | 2–4    | Túnez           | 1–2 | 1–2    |
| Sierra Leona | 3–3(a) | Costa de Marfil | 3–1 | 0–2    |
| Malí         | 0–6    | Ghana           | 0–0 | 0–6    |
| Zambia       | dq     | Gabón           | 1–1 | 2–3    |
| Gambia       | 0–5    | Camerún         | 0–4 | 0–1    |
| Zimbabue     | 2–4    | Etiopía         | 1–1 | 1–3    |
| Argelia      | w.o.   | Togo            | -   | -      |

## Torneo

### Participantes
| - Camerún - Costa de Marfil | - Egipto (anfitrión) - Etiopía | - Ghana - Zambia |

### Grupo A
Los partidos se jugaron en Alejandría.